# Ерзовское (остановочный пункт)
Ерзо́вское — остановочный пункт Екатеринбургского региона Свердловской железной дороги на межстанционном перегоне Лопатково — Туринск-Уральский. Расположен у окраин города Туринска Свердловской области, близ села Ерзовского.

## Название
Современное название остановочного пункта связано с его расположением близ одноимённого села. Данное название присвоено приказом ОАО «РЖД» от 10.10.2022 № 59 и изданным на его основе приказом Росжелдора от 11.11.2022 № 608  в ходе кампании по присвоению наименований безымянным остановочным и раздельным пунктам Свердловской железной дороги (как правило, именуемым по километражу тех или иных железнодорожных веток). Приказ Росжелдора вступил в силу через 14 дней с момента подписания.
Ранее остановочный пункт назывался  252-м километром (252 км) по километражу устье-ахинского направления от станции Шарташ в городе Екатеринбурге.
Мероприятия по переименованию в рамках вышеупомянутой кампании проводились ещё с 2020 года.

## Географическое положение
Остановочный пункт находится на 252-м километре километре железнодорожной ветки Шарташ — Егоршино — Устье-Аха, на перегоне Лопатково — Туринск-Уральский. Железная дорога в данной местности проходит с юго-запада на северо-восток, но примерно через километр поворачивает на север.
Остановочный пункт расположен в центральной части Туринского района и Туринского городского округа (границы района и городского округа полностью совпадают), в южной окрестности города Туринска. Окраины города (территория предприятия) начинаются уже в полукилометре к северу от остановочного пункта. К востоку же, примерно в одном километре, от железной дороги расположено село Ерзовское. Железнодорожное полотно в данном месте окружено лесопосадками и редколесьем. Местность вокруг железной дороги открытая, равнинная. Примерно четырьмястами метрами юго-западнее (на егоршинском направлении дороги) расположен железнодорожный переезд. Ветку пересекает автомобильная дорога Туринск — Туринская Слобода.
Остановочный пункт и участок железной дороги в данном месте окружены землями 24-го квартала урочища колхоз «Рассвет» Туринского участкового лесничества Туринского лесничества.

## Пригородные перевозки
Остановочный пункт находится на однопутном неэлектрифицированном участке Егоршино — Тавда. Здесь останавливаются пригородные поезда, курсирующие на данном участке в обоих направлениях. Вокзала в Ерзовском нет.

### Электронные ресурсы
1. 1 2 3  Остановочный пункт 252 км. Фотолинии — Railwayz.info. Дата обращения: 29 марта 2023. Архивировано 29 марта 2023 года.
2. 1 2 3  Павел Яблоков. Новые имена: Свердловская железная дорога продолжила замену «номерных» платформ звучными топонимами. tr.ru (22 ноября 2022). Архивировано 24 марта 2023 года.
3. 1 2  Данные получены при помощи картографического сервиса Яндекс Карты.
4. ↑  Лесохозяйственный регламент Туринского лесничества Свердловской области
5. ↑  Ерзовское — остановочный пункт — Точка-на-Карте. Дата обращения: 29 марта 2023. Архивировано 29 марта 2023 года.